# Клаудио Гора
Клаудио Гора урождённый Эмилио Джордана (итал. Claudio Gora; 27 июля 1913, Генуя — 13 марта 1998, Рим) — итальянский актёр кино и телевидения, кинорежиссёр
 , сценарист.

## Биография
Снимался в кино с конца 1930-х годов. За почти 60-летнюю карьеру (с 1939 по 1997 год) сыграл в около 155 кино- и телефильмах.
В 1950-х годах пробовал себя в режиссуре, писал сценарии.
С 1944 года до смерти был женат на актрисе Марине Берти. Дети — сыновья Андреа Джордана, Карло Джордана и дочь Марина Джордана, тоже стали актёрами.
По просьбе матери использовать прозвище в знак уважения к памяти отца, офицера, погибшего в Первую мировую войну.

## Избранная фильмография
- 1944 — Воскресение — Дмитрий Нехлюдов
- 1948 — Пармская обитель — Крещенцо
- 1956 — Мария-Антуанетта — королева Франции — Крейц
- 1959 — Проклятая путаница — Ремо Бандуччи
- 1960 — Улица Маргутта — Пиппо Кантиглиани
- 1960 — Все по домам — полковник
- 1960 — Любовь в Риме — Куртатони, инженер
- 1961 — Трудная жизнь — Браччи
- 1962 — Обгон — Биби
- 1962 — Он, Она или Оно — Гильермо Морен, банкир
- 1964 — Месье — Данони
- 1965 — Комплексы — антиквар
- 1965 — Хижина дяди Тома — эпизод
- 1966 — Ангел для Сатаны — граф Монтебруно
- 1968 — Дьяволик — начальник полиции
- 1968 — Врач страховой кассы — главный врач
- 1970 — Михаил Строгов, курьер царя — Генерал Дубельт
- 1971 — Признание комиссара полиции прокурору республики — генеральный прокурор Мальта
- 1975 — Последний выстрел — Мартинетти
- 1975 — Специальное отделение — первый председатель апелляционного суда Франсис Вийет
- 1981 — Лев пустыни — председатель суда
- 1982 — Я знаю, что ты знаешь, что я знаю — адвокат Ронкони
- 1997 — Спрут-8 (ТВ-сериал) — отец барона Альтамуры

## Избранные режиссёрские работы и сценарии
- 1950 — Небо — красное
- 1953 — Лихорадка жизни
- 1958 — Три иностранки в Риме
- 1960 — Голубая графиня
- 1969 — Ненависть - мой Бог